# La Loma, Zacatlán
La Loma är en ort i Mexiko.   Den ligger i kommunen Zacatlán och delstaten Puebla, i den sydöstra delen av landet, 140 km nordost om huvudstaden Mexico City. La Loma ligger 2 168 meter över havet och antalet invånare är 232.
Terrängen runt La Loma är kuperad åt sydväst, men åt nordost är den bergig. Runt La Loma är det ganska tätbefolkat, med 96 invånare per kvadratkilometer. Närmaste större samhälle är Zacatlán, 7,9 km söder om La Loma. I omgivningarna runt La Loma växer i huvudsak blandskog.